# Església de Santa Maria la Major (Pontevedra)
L'Església de Santa Maria la Major (en gallec: Igrexa de Santa María a Maior) de Pontevedra és una  església  catòlica, datada al segle xvi, que des de 1962 és Basílica, per decret del Papa Joan XXIII. Està catalogada com Bé d'Interès Cultural, amb número d'identificació RI-51-0000828.

## Història
Pontevedra no és seu de bisbat de manera que no hi ha en ella una catedral, potser per això l'església, avui basílica de Santa Maria és considerada com l'església principal de Pontevedra. Se situa al nucli antic de Pontevedra, en l'anomenada Avinguda Santa Maria, 24; just al mateix lloc on antigament s'erigia una petita església romànica, que es va enderrocar l'arribar al segle xv.
La seva construcció es deu a l'encàrrec realitzat pel Gremi de “Mareants”, entitat civil més antiga de Pontevedra i gremi de mar més antic de tot Espanya. Es va construir seguint els plànols de Joan dels Cuetos i  Diego Gil, entre d'altres (Cornielis d'Holanda, Mateo López, Sebastián Barros, Domingo Fernándes i Juan Noble)

## Descripció
Es tracta d'un edifici d'estil gòtic, amb influències de l'estil manuelí  portuguès.
Externament destaquen les seves façanes. La principal, orientada a oest, presenta una àmplia escalinata per accedir-hi. Té estructura en forma de retaule, amb tres cossos abundantment decorats (seguint l'estil plateresc), obra del mestre  Cornielis d'Holanda i Juan Noble, i datada en 1541. La porta se situa en el cos central i presenta un arc de mig punt emmarcat per les escultures de Sant Pere i Sant Pau. A la part superior de la porta es pot contemplar un relleu de la Dormició de la Mare de Déu; i per sobre d'ell decoració a base de medallons en forma de petxines de pelegrí, així com escultures de sants, personatges bíblics i fins i tot històrics; i, encara més alt, una rosassa (responsable de la il·luminació de l'espai interior), simbolisme del cel. La façana es veu coronada per un Calvari i finalment la cresteria típica de l'estil manuelí portuguès. Com a dada anecdòtica comentar que entre les figures dels sants que apareixen a la decoració d'aquesta façana, es poden distingir els bustos de Cristòfor Colom i Hernán Cortés que estan situats als costats de la rosassa.

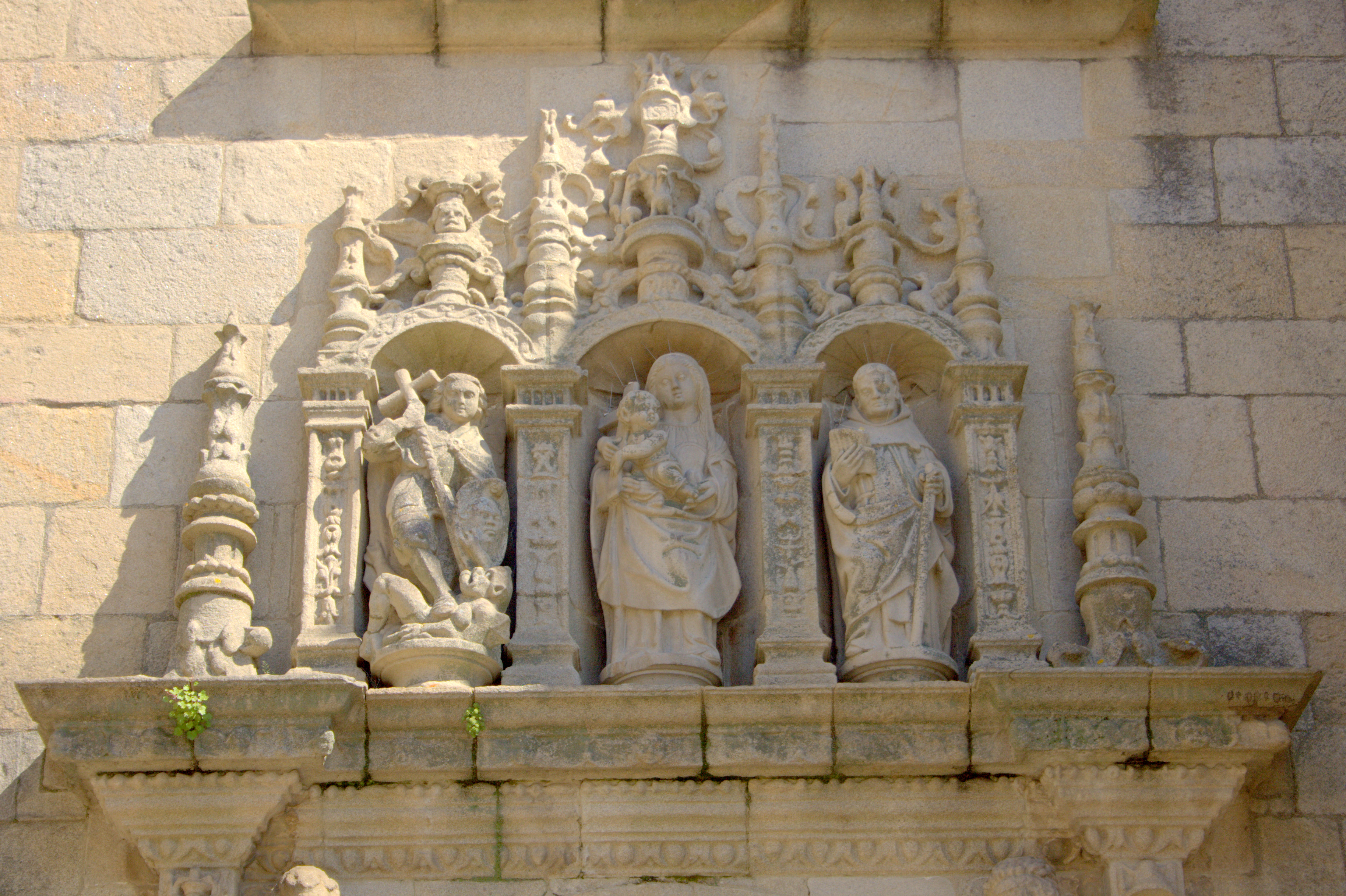
Detalle decoración externa.
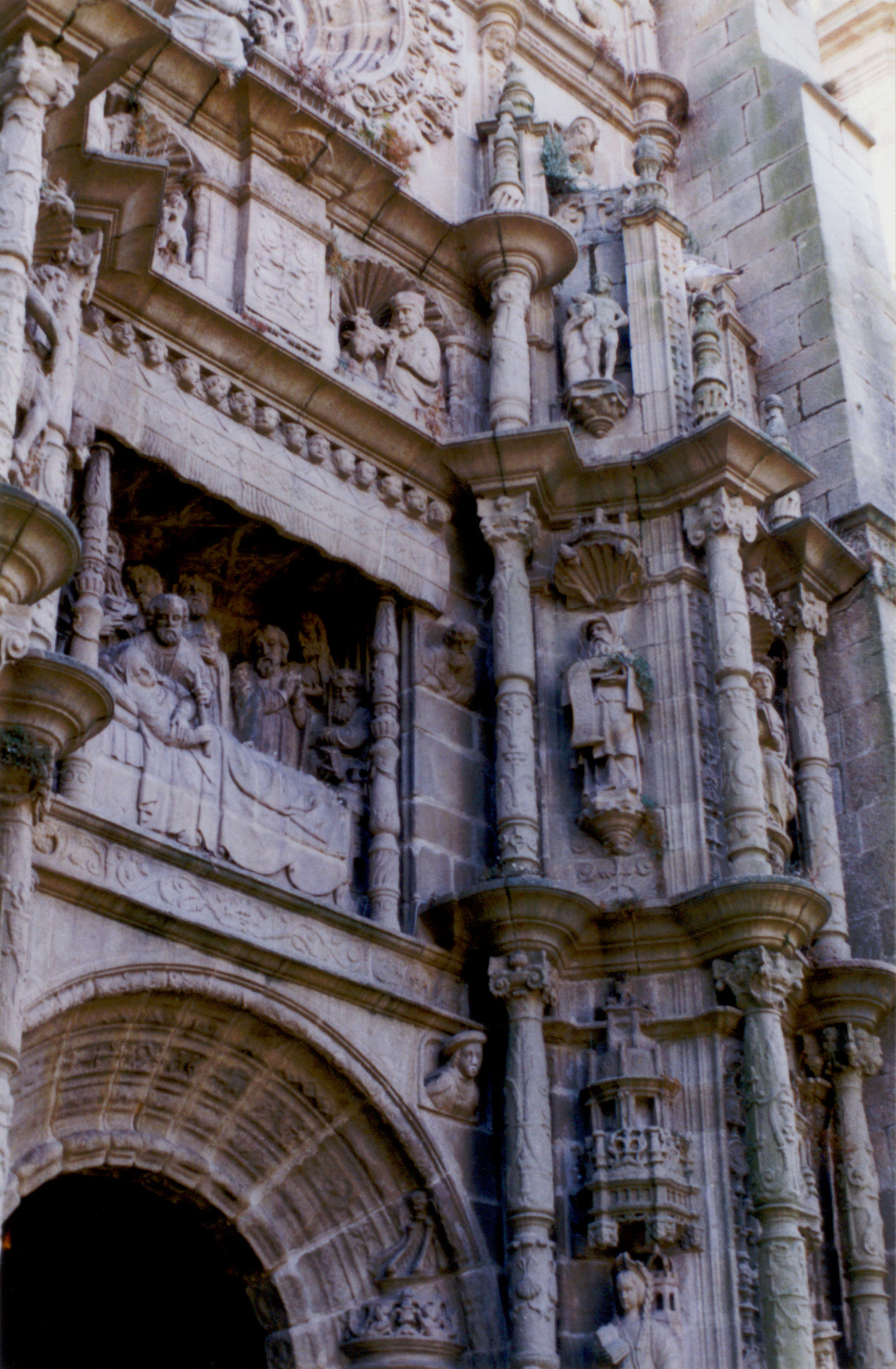
Detalle fachada principal. Dormición de la Virgen.
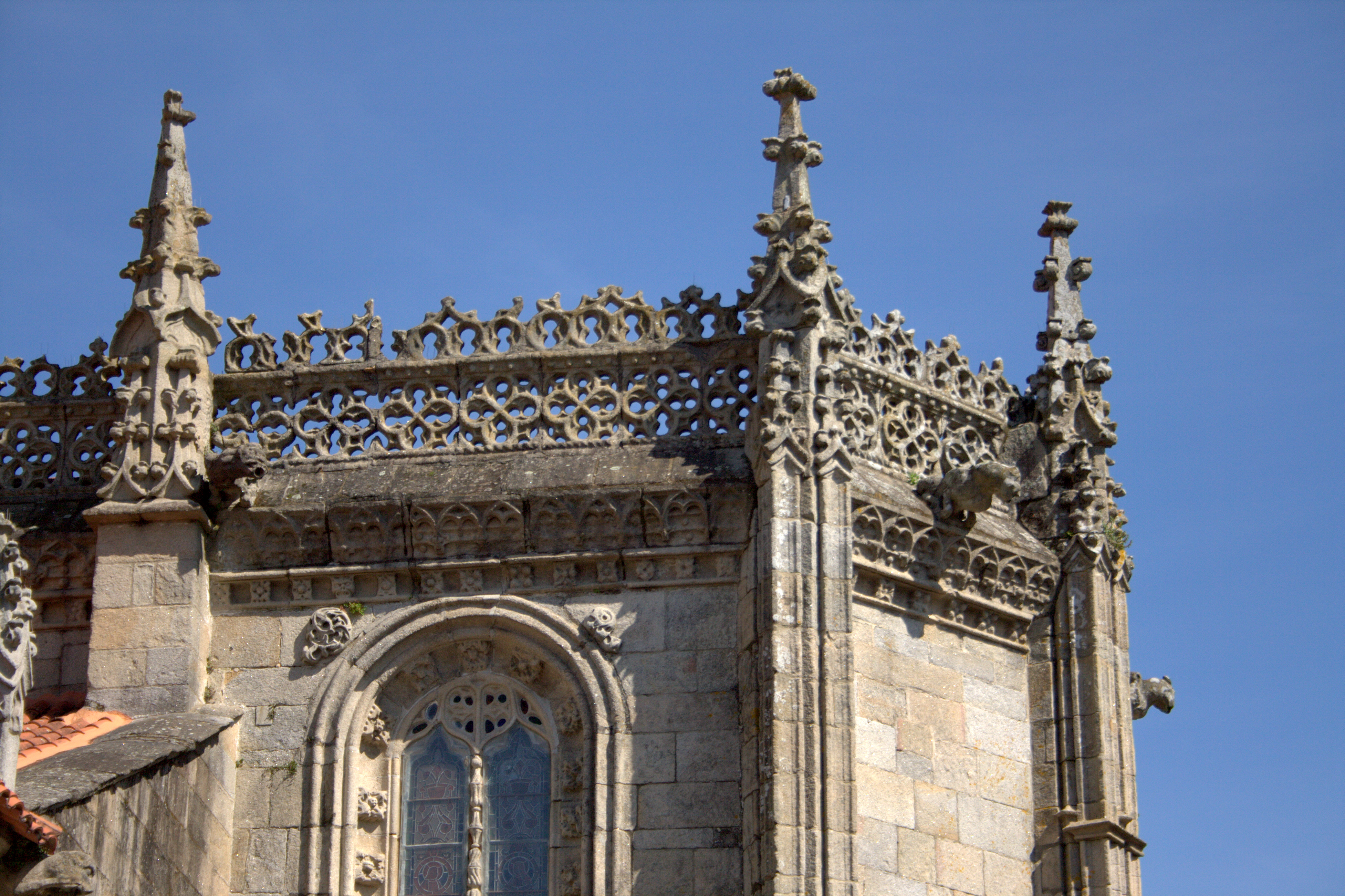
Detalle crestería .
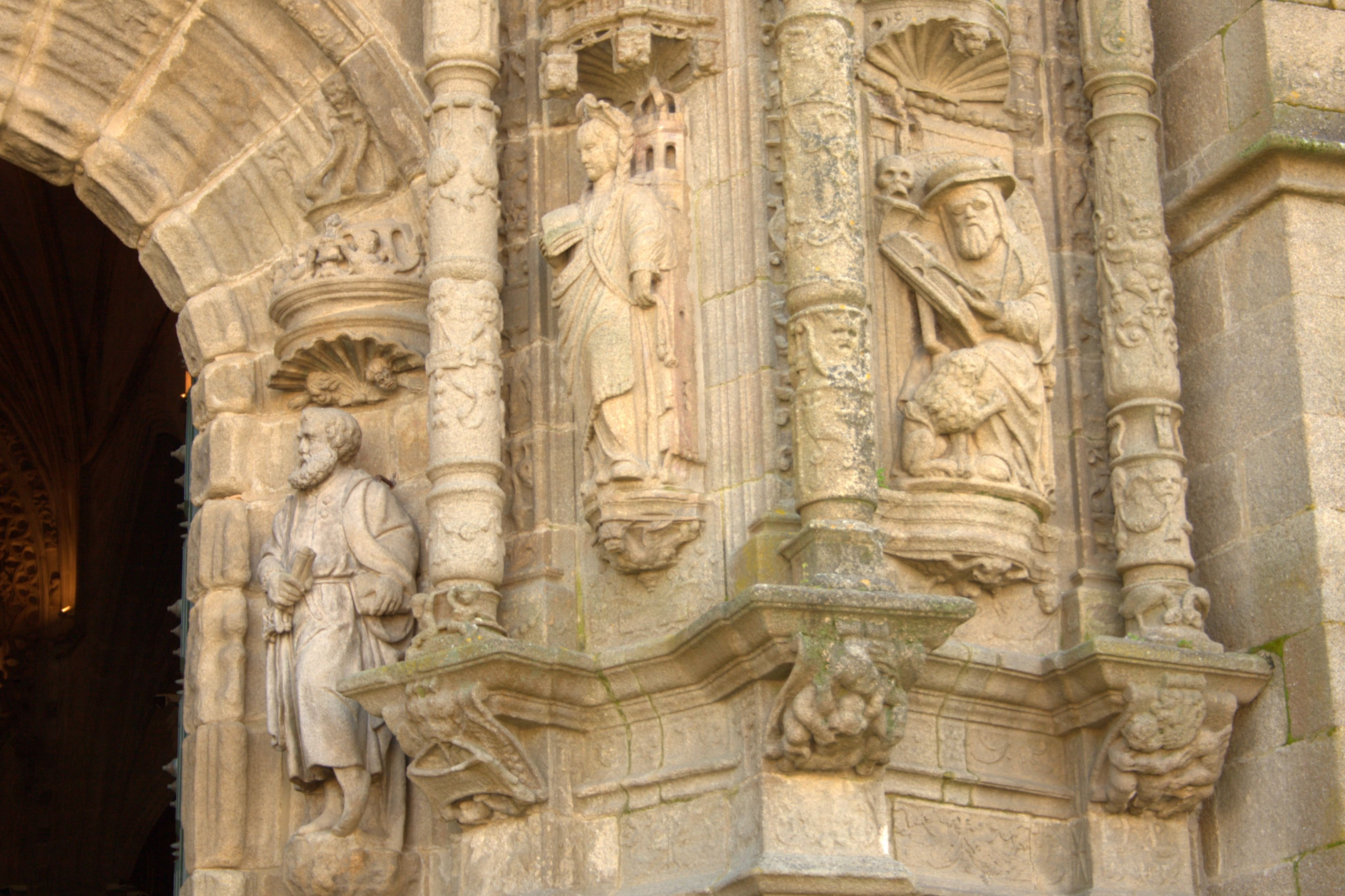
Detalle puerta principal.
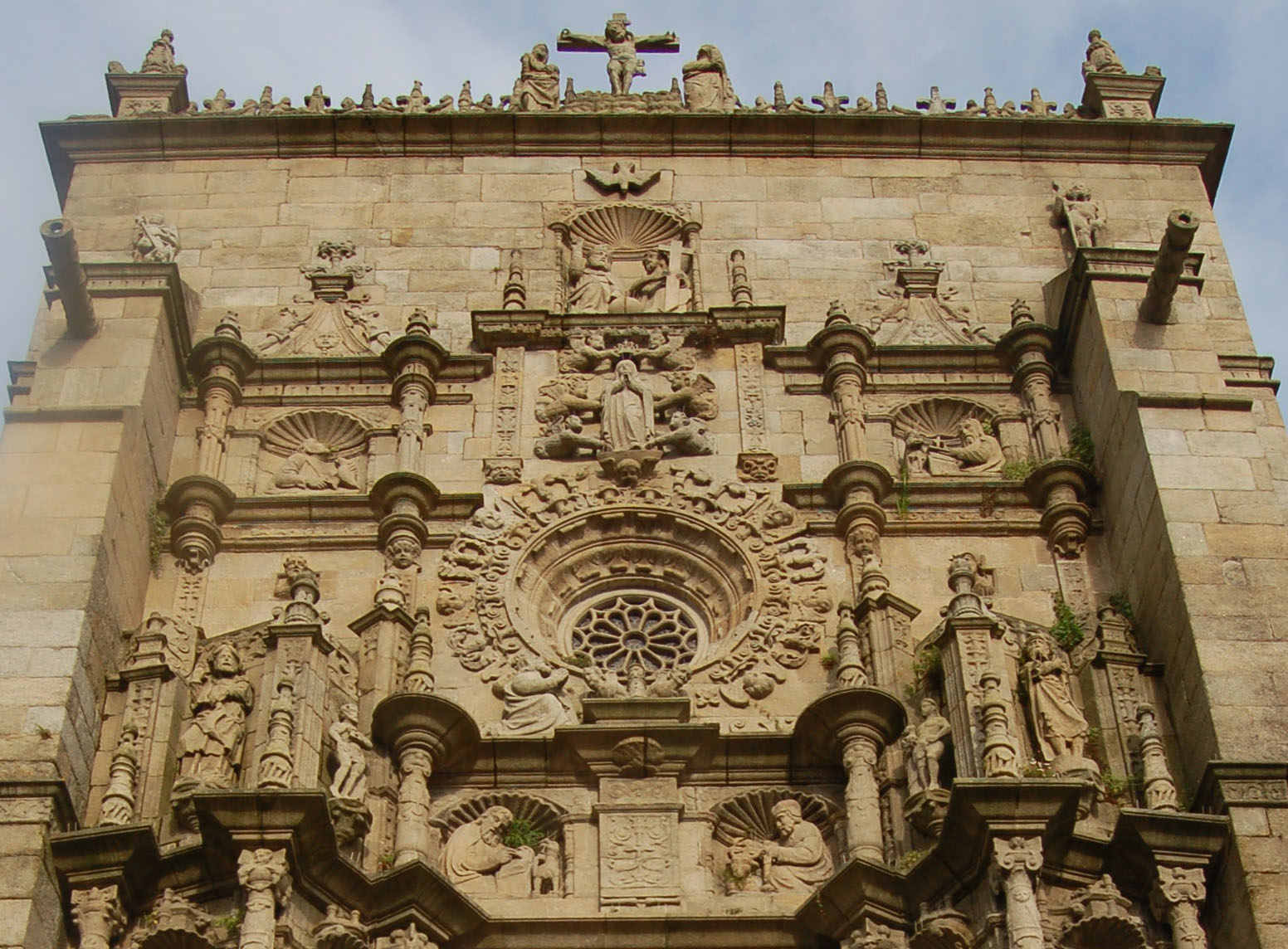
Detalle decoración superior.

També presenta una façana a la cara sud de l'edifici, amb un arc de mig punt amb brancal pètria decorada barrocament i en ella destaca el creuer de dimensions considerables. També presenta cresteria manuelina coronant els murs i l'absis del temple, el qual presenta un gran finestral decorat seguint l'estil manuelí.
Pel que fa a l'interior, l'església presenta  planta basilical amb tres naus (la central amb predomini d'estil renaixentista, mentre que les altres dues, igual que les capelles, estan influïdes per l'estil tardogòtic) i capelles laterals.
La coberta de les naus, així com de les capelles laterals s'executa mitjançant  voltes de creueria, d'entre les quals cal destacar la que va ser portada a terme per part de  Diego Gil en l'any 1522.

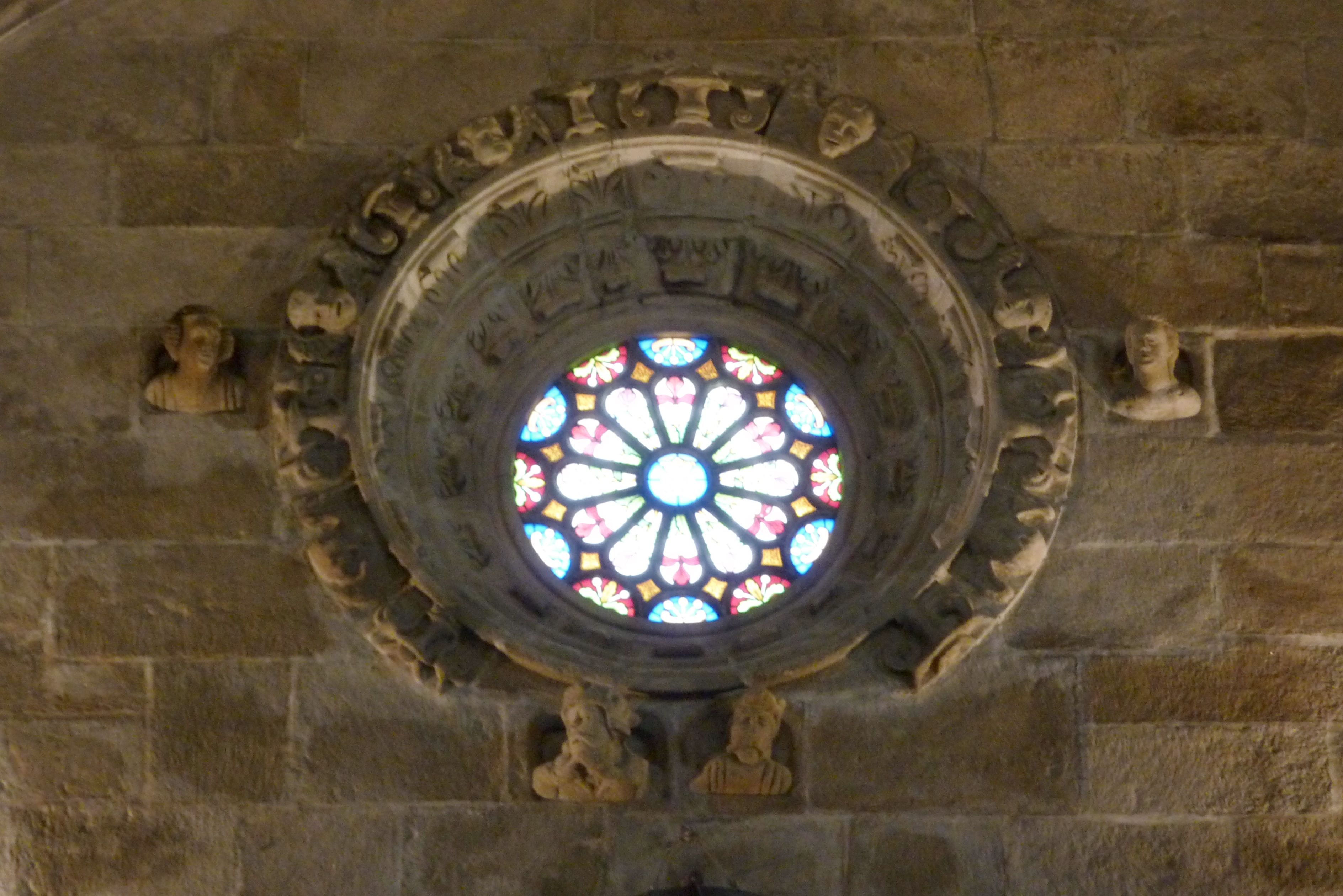
Vista interior del rosetón.
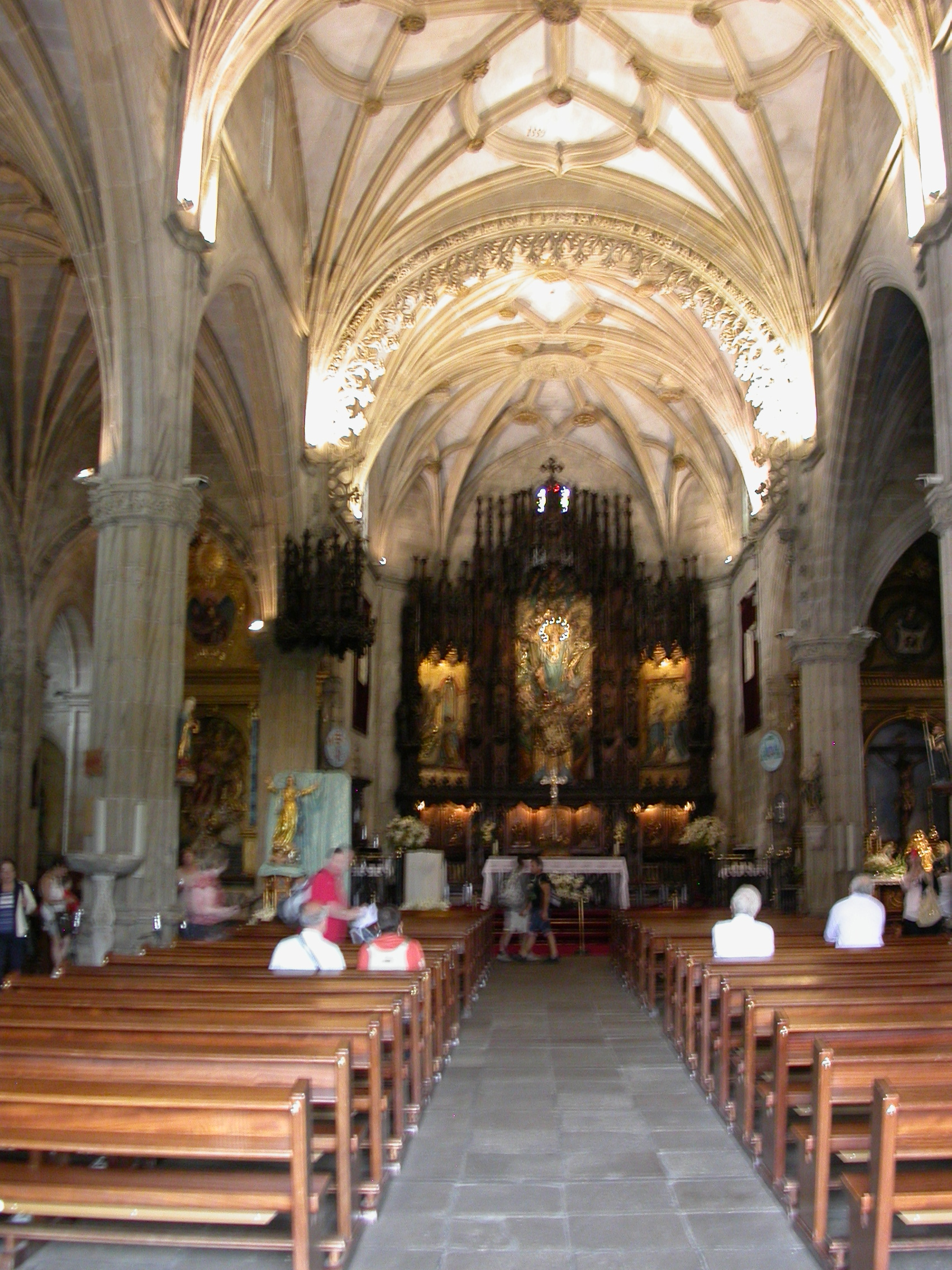
Nave Central.
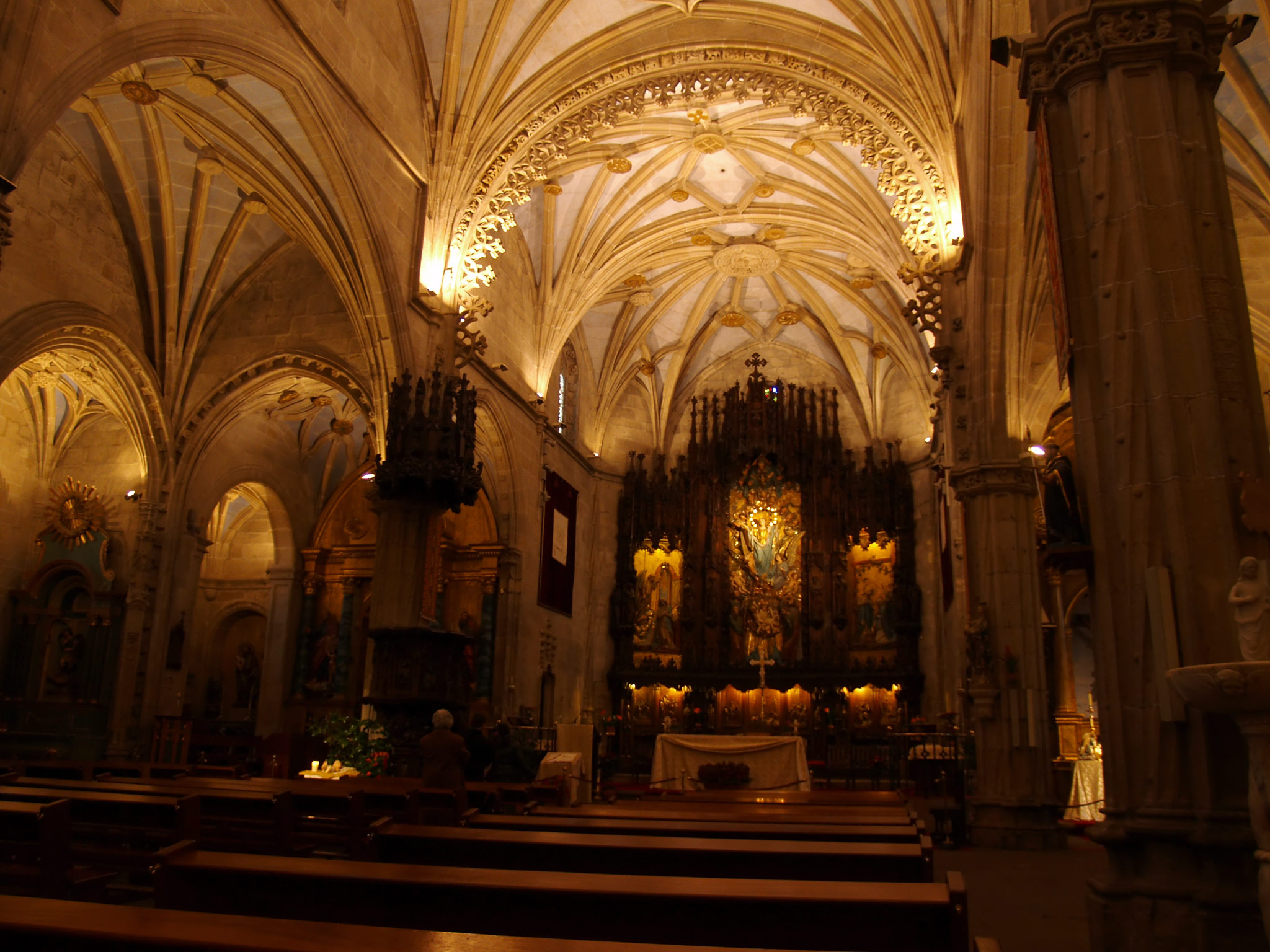
Altar mayor y naves laterales.
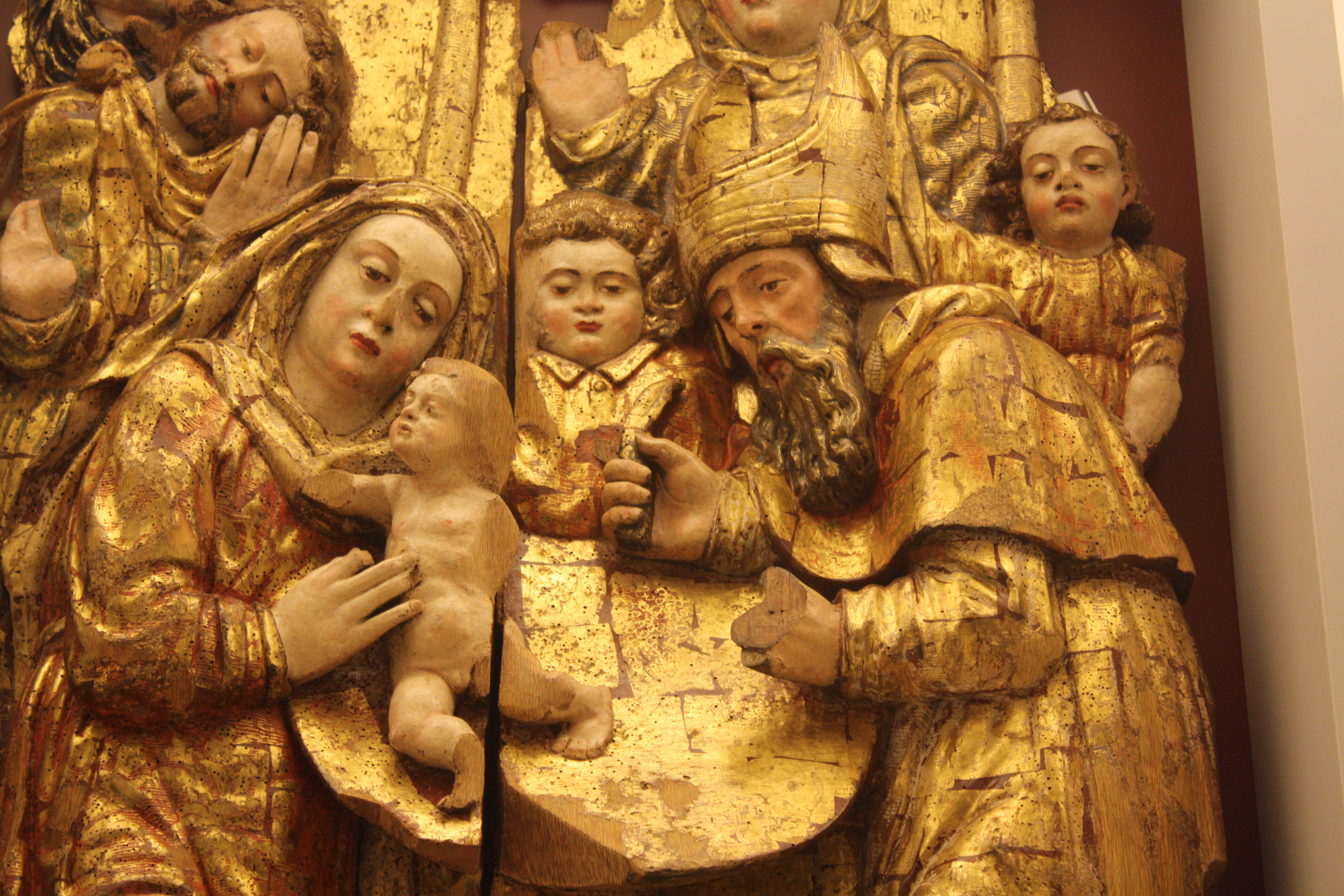
Detalle retablo de Santa María.

A la coneguda com Capella Major es pot contemplar un retaule de fusta de castanyer i noguera, de fàbrica moderna, ja que es pot datar entre finals del segle xix i principis del segle xx, obra d'escultor gallec creador d'una escola de talla a Santiago de Compostel·la, Màxim Magariños, que va realitzar també el púlpit, així com catorze quadres amb baixos relleus que formen les catorze estacions del via Crucis de l'església.
Altres capelles dignes de menció són: 
- Capella del Crist, que també es coneix com a Capella del Bon Jesús i fins i tot de l'Angoixa. S'hi pot contemplar un altar d'estil barroc, datat al segle xviii i obra de José Ferreiro. Aquesta capella té una inscripció en la qual s'indica que la fundació de la mateixa es deu a la família Barbeito Padró en 1525, raó per la qual hi estan enterrats a més dels fundadors (el matrimoni format per Juan de Barbeito i Teresa Álvarez Figueroa), altres membres d'aquesta família.[2]
- Capella de les Angoixes, en la qual hi ha una imatge de la Verge de les Angoixes, un escut dels Fonseca i on reposen les restes de Bartolomé Sarmiento.[2]
- Capella de la Puríssima, amb el seu retaule de fusta (en el qual es venera la imatge de la Mare de Déu de l'Esperança, coneguda com la Verge de l'O, que és la patrona de Pontevedra ciutat) amb cinc Taules datades en 1500  i obra de l'escultor portuguès Atayde.[2]
- Capella de la Trinitat, amb un altar semblant al de la capella del Crist, però amb simbolismes i escultures referents al Pare, Fill i Esperit Sant (Santíssima Trinitat). A més en ell podem veure una talla de la Mare de Déu amb el Nen, d'escasses dimensions, que se situa asseguda sobre l'Arca de Noè, la qual s'utilitza de Sagrari. A més lateralment presenta les imatges en fusta policromada dels apòstols Pere i Pau.[2]
- Altar de la Verge Dolorosa, en el qual hi ha un retaule barroc en la part inferior i dins d'una urna de vidre es pot veure un Crist Jacent.[2]